# Stainton, South Lakeland
Stainton är en by och en civil parish i Cumbria, England. Orten har 301 invånare (2001).